# Lärmbekämpfung (Zeitschrift)
Lärmbekämpfung  (Nebentitel Zeitschrift für Akustik, Schallschutz und Schwingungstechnik) ist eine seit 2006 erscheinende Fachzeitschrift. Themen sind physische, psychische, soziale und ökonomische Auswirkungen von Lärm, Lärmmessung und -bewertung sowie technische, rechtliche und organisatorische Möglichkeiten der Lärmbekämpfung.
Von Lärmbekämpfung erscheinen im Jahr sechs Ausgaben. Die Zeitschrift wird durch die VDI Fachmedien GmbH & Co. KG verlegt. Sie ist Nachfolgerin der bis Juli 2006 erschienenen Zeitschrift für Lärmbekämpfung (bis 1979 Kampf dem Lärm), welche von 1953 bis 2006 vom Deutschen Arbeitsring für Lärmbekämpfung herausgegeben wurde. Zu deren ersten Herausgebern gehörte von 1956 bis 1973 Werner Zeller, Inhaber und Leiter des Instituts für Schall- und Wärmeschutz in Essen sowie Präsident des VBI (Verband Beratender Ingenieure) von 1950 bis 1966.